# Robidnica
Robidnica je naselje v Občini Gorenja vas - Poljane. V vasi živi 16 prebivalcev (9 moških in 7 žensk)
Površina kraja je 35km2. Leži na nadmorski višini 896 m.